# Luiza de Andrade
Luiza de Andrade  (São Paulo, 16 de novembro de 1987) é uma cineasta brasileira.

## Biografia
Formou-se em cinema pela FAAP em 2010. Fez um curso de edição em Santa Barbara City College na Califórnia e se tornou editora de filmes.  Estreou no cinema dirigindo o curta-metragem Tudo Por Real (2013). Seu segundo filme, Inconsoláveis (2014), foi um curta metragem em formato de vídeo dança. Em 2016, dirigiu o filme A Margem de Nós Mesmos, curta premiado no Festival New Renaissance Film Festival na categoria de melhor direção.

## Filmografia
- 2013 - Tudo Por Real (Curta-Metragem)
- 2014 - Inconsoláveis [2] (Curta Metragem - Video Dança)
- 2016 - À Margem de Nós Mesmos [3] (Curta Metragem) / Prêmio de Melhor Direção no New Renaissance Film Festival [4][5] / Prêmio de Melhor Filme LGBT e Edição no Lake View International Film Festival [6][7] / Prêmio de Melhor Audiência no 12 Months Film Festival [8] / Prêmio de Melhor Atriz no Brazil International Film Festival